# Alboácem Ali ibne Maomé
Alboácem Ali ou Abu Haçune ibne Maomé (em árabe: أبو الحسن/أبو حسون علي بن محمد; romaniz.: Abû al-Hassan/Abû Hassûn 'Alî ibn Muhammad), também conhecido como Ali Alboácem ou Mulei Boaçum, foi um rei de Marrocos da Dinastia Oatácida, reinou algum tempo (mezes?) em 1526. Sucedeu a seu irmão Maomé Bortucali, por via de sucessão habitual nesta dinastia. Mas o filho de Bortucali conseguiu afastá-lo do poder com um golpe de estado organizado por Mulei Abraém, alcaide de Xexuão.
Em 1554, seu sobrinho tendo sido vencido pelos Saadianos ( 1549 ), Alboácem Ali, agora "rei" de Beles, recuperou o poder em Fez. Em consideração da ajuda que recebeu dos otomanos cedeu-lhes Beles que tornou-se um centro de pirataria, antes que Filipe II de Espanha, recupere o território para a Espanha (6 de setembro de 1564).
Em Setembro desse mesmo ano de 1554 depois de apenas quatro meses de ocupação do Reino, morreu na  batalha de Tadla contra Maomé Axeique, que recuperou o poder definitivamente.